# 赵小津

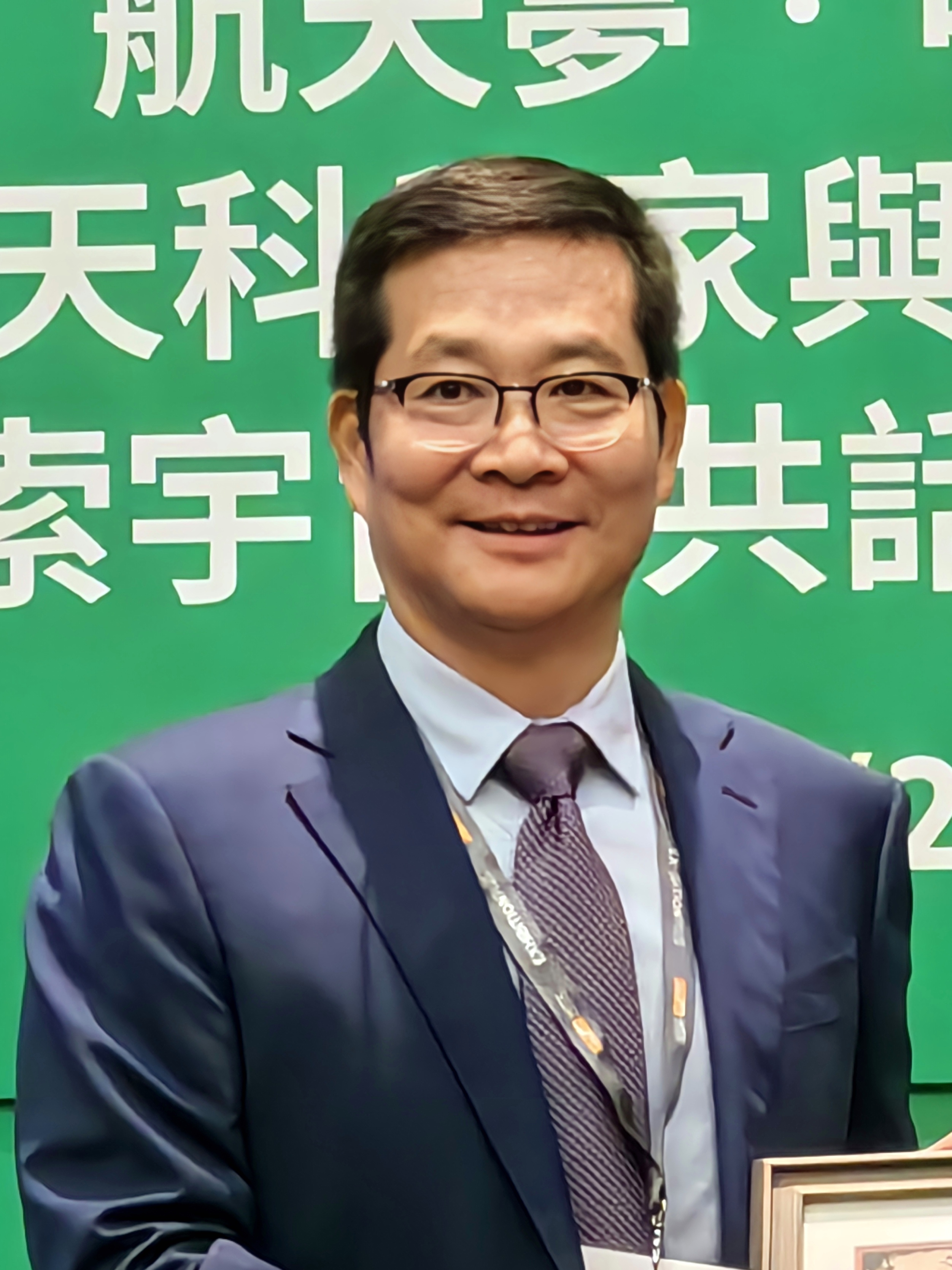
赵小津在2023年香港书展

赵小津（1963年3月—），男，汉族，中国航天科学家、国际宇航科学院院士。现任中国航天科技集团有限公司第五研究院党委书记、副院长，第五研究院党校校长。第十三、十四届全国政协委员。